# Mravince
Mravince település Horvátországban Split-Dalmácia megyében. Közigazgatásilag Solinhoz tartozik.

## Fekvése
Split központjától 6 km-re keletre, Solin központjától 2 km-re délkeletre, a Mosor-hegység délkeleti lejtőin, az 1-es számú főút mentén fekszik. Splittel a 32-es számú menetrendszerű autóbuszjárat köti össze.

## Története
Mravince közelében az első települést a 7. században betelepülő horvátok ősei hozták létre. A Glavičina nevű településrészen 1937-ben bukkantak rá az első kora középkori sírokra. A rákövetkező két évben összesen 130, a 9. és 10. századból származó sírt tártak fel, így a glavičinai a kor egyik legnagyobb ószláv temetőjének bizonyult. A következő időszakban a környékbeli településeken még további óhorvát sírokat is találtak. A feltárások során több mint száz sírmelléklet (köztük fülbevalók, gyűrűk, kések, orsók, ékszerek stb.) is előkerült. A leletek számos értékes információval szolgáltak az itt élt emberek mindennapi életéről, egyúttal kétségtelenné tették, hogy a közelben jelentős település volt. A mravincei temetőt a szakemberek a középkori „Pot Clico” néven említett településsel, a későbbi Kučinével hozták összefüggésbe, amely a török-velencei háborúk során pusztult el. Mravince települést csak 1681-ben Geronimo Cornera kormányzó egyik oklevelében említik először, amikor a török megszállás alól felszabadított területre a dalmát Zagora vidékéről főként katolikus horvátokat telepítettek ide. Nevét a ma oregánóként is ismert szurokfűről (horvátul: mravinac) kapta, mely bőségesen termett a környékén. A bencés történész Zelić Bućan „Od Kuka do Mravinaca” című művében a település nevét egy közeli feltűnő sziklás magaslat középkori nevéből származtatja, mely mai Sutikva nevét egykori Szent Tekla templomáról kapta. Ezt a templomot még a török pusztította el, mára nyoma sem maradt.] 1797-ben a Velencei Köztársaság megszűnésével a település a Habsburg Birodalom része lett. 1806-ban Napóleon csapatai foglalták el és 1813-ig francia uralom alatt állt. Napóleon bukása után ismét Habsburg uralom következett, mely az első világháború végéig tartott. A település mellett építették fel mravinceiek 1873-ban új plébániatemplomukat, melyet régi templomukról Keresztelő Szent János tiszteletére szenteltek. Külön fejezetet nyitott a település történetében a közelben a 19. század második felében fejlődésnek indult cementipar, melynek főként Mravince és Klissza területén volt földekre szüksége az üzemek építésére. Az igény kedvező fogadtatásra talált a helyi hatóságok körében, hiszen munkát és új kereseti lehetőséget jelentett. Jelentőségét növelte, hogy a filoxérajárvány kipusztította a Split környékének szőlőültetvényeit, mely addig sokaknak az egyetlen megélhetést nyújtotta. Az első üzem azonban a hosszas pártcsatározások és kicsinyes érdekek miatt hátráltatva csak 1910-ben kezdhette meg működését. A falunak 1857-ben 197, 1910-ben 504 lakosa volt. Az I. világháború után rövid ideig az Olasz Királyság, ezután a Szerb-Horvát-Szlovén Királyság, majd Jugoszlávia része lett. A második világháború idején olasz csapatok szállták meg. A háború után a település a szocialista Jugoszlávia része lett. Lakossága 2011-ben 1628 fő volt.

## Lakosság
| Lakosság változása | Lakosság változása | Lakosság változása | Lakosság változása | Lakosság változása | Lakosság változása | Lakosság változása | Lakosság változása | Lakosság változása | Lakosság változása | Lakosság változása | Lakosság változása | Lakosság változása | Lakosság változása | Lakosság változása | Lakosság változása | Lakosság változása |
| ------------------ | ------------------ | ------------------ | ------------------ | ------------------ | ------------------ | ------------------ | ------------------ | ------------------ | ------------------ | ------------------ | ------------------ | ------------------ | ------------------ | ------------------ | ------------------ | ------------------ |
| 1857               | 1869               | 1880               | 1890               | 1900               | 1910               | 1921               | 1931               | 1948               | 1953               | 1961               | 1971               | 1981               | 1991               | 2001               | 2011               | 2021               |
| 197                | 255                | 270                | 308                | 407                | 504                | 529                | 734                | 740                | 784                | 827                | 945                | 936                | 1.117              | 1.255              | 1.628              | 1.717              |

#### 1991 Népszámlálás
| Mravince |
| --- |
| 1991 |
| · total: 1,117 Horvátok 1,076 (96,32%) Szerbek 17 (1,52%) Albánok 5 (0,44%) Jugoszlávok 2 (0,17%) Szlovének 2 (0,17%) Csehek 1 (0,08%) Magyarok 1 (0,08%) Szlovákok 1 (0,08%) Vlachok 1 (0,08%) nondeclared 7 (0,62%) region. dec. 2 (0,17%) unknown 2 (0,17%) |

## Nevezetességei
A Gyógyító boldogasszony (Gospa od Zdravlja) tiszteletére szentelt római katolikus plébániatemploma 1873-ban épült. Búcsúünnepét a település tradícióinak megfelelően Keresztelő Szent János ünnepén, június 24-én tartják.